# Oussama Jouili
Oussama Jouili, né en 1961 à Zintan, est un militaire et homme politique libyen. Après la révolution libyenne de 2011, il devient ministre de la Défense dans le gouvernement intérimaire.

## Biographie
Il est diplômé de l'Académie militaire de Tripoli en 1982, et y travaille en tant qu'instructeur jusqu'en 1987. Il démissionne de l'armée en 1992 avec le grade de capitaine. Il est ensuite chef du centre d'orientation professionnelle à Yifrin au sein de l'administration. Il fait défection à Kadhafi pendant le soulèvement de 2011, devenant ainsi le chef du conseil militaire de Zintan. Son oncle était gouverneur adjoint de la Banque centrale de Libye sous Kadhafi.

## Sources
- (en) Cet article est partiellement ou en totalité issu de l’article de Wikipédia en anglais intitulé « Osama al-Juwaili » (voir la liste des auteurs).